# Curaçaói labdarúgó-szövetség
A curaçaói labdarúgó-szövetség (papiamentóul: Federashon Futbol Korsou, röviden: FFK) Curaçao nemzeti labdarúgó-szövetsége. 2010-ben alapították a Holland Antilláki labdarúgó-szövetség hivatalos jogutódjaként, miután a Holland Antillák felbomlott.
A szigetország vezető szerveként a nemzeti labdarúgótornák lebonyolítását végzi, és a curaçaói labdarúgó-válogatottat irányítja.

## Története
A Holland antilláki Labdarúgó-szövetséget (NAVU) a Nemzetközi Labdarúgó-szövetség (FIFA) támogatása és bátorítása mellett 2011. február 9-én nevezték át új nevére. A sportszervezet ezután módosította a Bonaire szigetével közös szabályzatokat, mivel a sziget Hollandia közvetlen része lett.